# Steinskulpturen im Qingyuan Shan

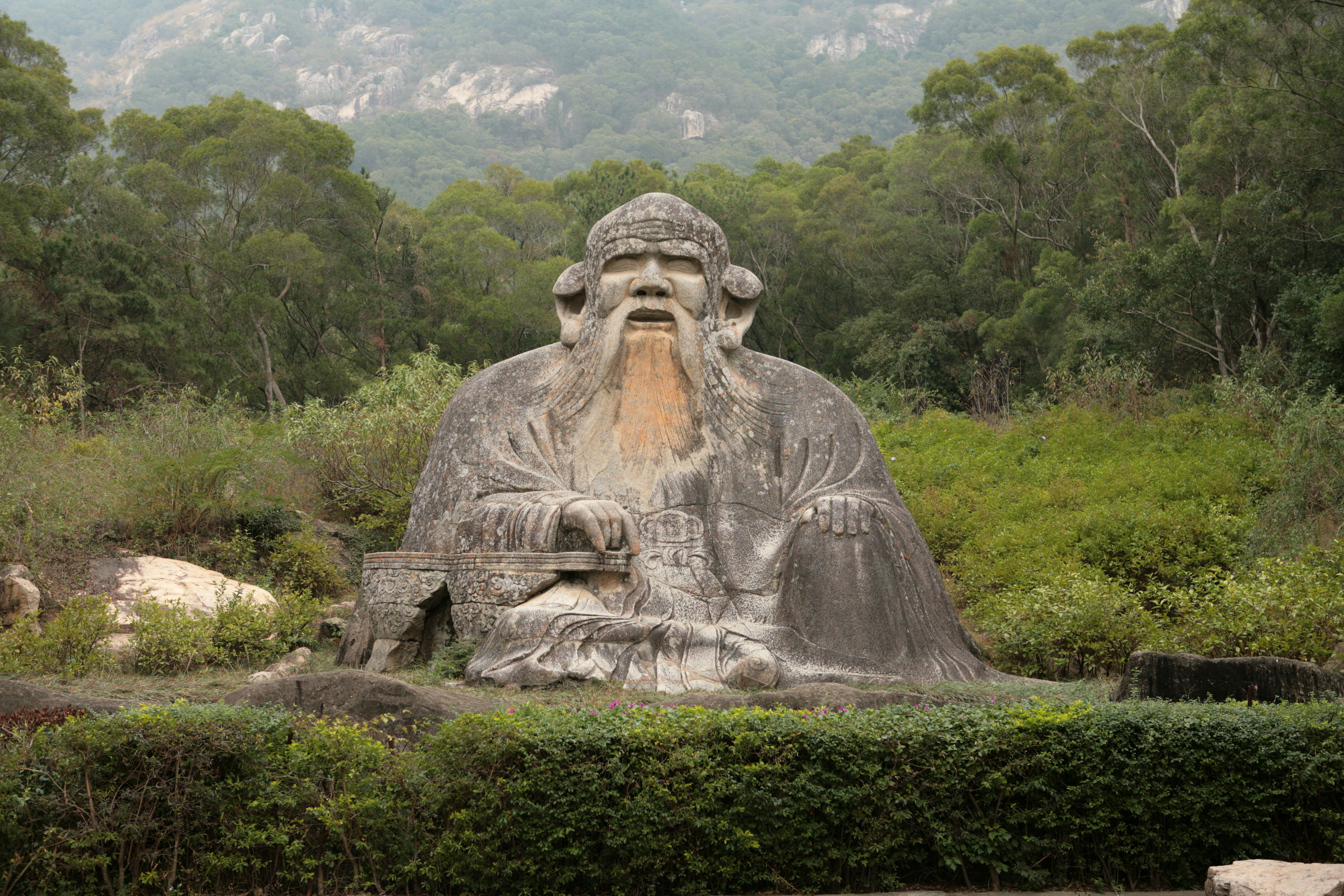
„Laozi-Skulptur“ in Quanzhou

Die Steinskulpturen im Qingyuan Shan (chinesisch 清源山石造像, Pinyin Qīngyuán Shān shízàoxiàng)
sind im Gebirgszug Qingyuan Shan (清源山) nördlich der Stadt Quanzhou, Provinz Fujian, China, befindliche religiöse Skulpturen aus der Zeit der Song- bis Yuan-Dynastie.
Die berühmteste unter ihnen ist die 5,1 Meter große, 7,2 Meter dicke und 7,3 Meter breite, aus einem natürlichen Felsen gearbeitete Steinskulptur, die nicht selten, auch in Wikimedia-Veröffentlichungen, als Darstellung des Laozi angesehen wird. Sie stammt aus der Zeit der Song-Dynastie und stellt einen langbärtigen, mit gekreuzten Beinen sitzenden älteren Mann dar, dessen linke Hand auf seinem Knie und die rechte auf einem Tisch liegt. Seine Ohren berühren die Schultern und er blickt in die Ferne. Die Figur ist zum Symbol für Gesundheit und Langlebigkeit geworden.
Die Skulpturen stehen seit 1988 auf der Liste der Denkmäler der Volksrepublik China (3-169).